# Alpha Dionkou
Alpha Richard Diounkou Tecagne (Sindone, Senegal, 10 de octubre de 2001) más conocido como Alpha Diounkou es un futbolista senegalés que se desempeña como defensa en el Omonia Nicosia de la Primera División de Chipre.

## Trayectoria
Inició su carrera deportiva en las categorías inferiores del RCD Mallorca. Con apenas 15 años, en 2016 firmó por el Manchester City para jugar en sus equipos de base. En el conjunto inglés jugaría durante cinco temporadas formando parte de sus equipo sub-19 y sub-23, con el que ganó la Premier League 2 con el filial citizen en la temporada 2020-21.
El 30 de agosto de 2021, firma por el Granada CF de la Primera División de España por cuatro temporadas. Días más tarde, el lateral derecho senegalés fue cedido al San Fernando CD de la Primera División RFEF de España, con el que disputa 13 partidos durante la primera vuelta de la competición.
El 30 de enero de 2022, Diounkou llega cedido al F. C. Barcelona Atlètic de la Primera División RFEF, hasta el 30 de junio de 2023.
El 1 de septiembre de 2023, Diounkou llega cedido al AEK Larnaca de la Primera División de Chipre, hasta el 30 de junio de 2024.

### Internacional
Es internacional con la Selección de fútbol sub-21 de Senegal.

## Estadísticas

### Clubes
Actualizado al último partido disputado el 11 de junio de 2023.
| Club                             | Div.          | Temporada     | Liga  | Liga  | Copas nacionales | Copas nacionales | Copas internacionales | Copas internacionales | Total | Total |
| Club                             | Div.          | Temporada     | Part. | Goles | Part.            | Goles            | Part.                 | Goles                 | Part. | Goles |
| -------------------------------- | ------------- | ------------- | ----- | ----- | ---------------- | ---------------- | --------------------- | --------------------- | ----- | ----- |
| San Fernando C. D. · España      | 1.ª F         | 2021-22       | 13    | 0     | 1                | 0                | ―                     | ―                     | 14    | 0     |
| San Fernando C. D. · España      | Total club    | Total club    | 13    | 0     | 1                | 0                | 0                     | 0                     | 14    | 0     |
| F. C. Barcelona Atlètic · España | 1.ª F         | 2021-22       | 16    | 0     | ―                | ―                | ―                     | ―                     | 16    | 0     |
| F. C. Barcelona Atlètic · España | 1.ª F         | 2022-23       | 23    | 0     | ―                | ―                | ―                     | ―                     | 23    | 0     |
| F. C. Barcelona Atlètic · España | Total club    | Total club    | 39    | 0     | 0                | 0                | 0                     | 0                     | 39    | 0     |
| Total carrera                    | Total carrera | Total carrera | 52    | 0     | 1                | 0                | 0                     | 0                     | 53    | 0     |

## Palmarés

### Copas internacionales
| Título            | Equipo                    | País       | Año   |
| ----------------- | ------------------------- | ---------- | ----- |
| Carabao Cup       | Manchester City FC        | Inglaterra | 2020  |
| Premier League II | Manchester City FC Sub-23 | Inglaterra | 20/21 |
| Premier League II | Manchester City FC Sub-23 | Inglaterra | 21/22 |